# Szilágyi Ferenc (kanonok)
Szilágyi Ferenc (Malacka, 1833. augusztus 21. – Esztergom, 1907. december 28.) pápai plébános, esztergomi apát-kanonok.

## Élete
A hittudományokat a pesti központi papnevelőben végezte, 1856. szeptember 21-én szentelték fel. Ezután a nagyszombati gimnáziumban tanár és egyszersmind az érseki konviktusban tanulmányi felügyelő lett, mely állásában nyolc évig megmaradt. 1864. július 29-én a nagyszombati szentszék jegyzője, 1866. február 28-án prímási szentszéki jegyző, 1875. február 21-én hercegprímási titkár lett. 1880. február 15-én pozsonyi, 1881. november 6-án esztergomi kanonokká, 1884. augusztus 2-án széplaki apáttá, 1893. október 24-én nagyszombati helynökké, 1894. április 16-án pápai prélátussá nevezték ki. A káptalanban 1888. november 27-én nyitrai, 1896. február 1-jén székesegyházi főesperessé lépett elő. Életében és végrendeletében összesen 221 900 koronát adott jótékony célra.
Mint a nagyszombatvidéki katholikus tanítóegyesület díszelnöke évenként megnyitó beszédet tartott, melyek a katolikus lapokban jelentek meg; így az 1900. október 25-iki közgyűlésen: De La Salle sz. János pedagógiája c. a Katholikus Tanügyben (1901. 22. sz.)